# Sara Christiansson
Sara Christiansson, född 21 juli 1997, är en svensk friidrottare med specialisering på både medeldistans- och långdistanslöpning. Hon tävlar för klubben Sävedalens AIK.
Vid SM i friidrott 2020  tog hon den 15 augusti 2020 silver på 1 500 meter med tiden 4.18,76.